# Přebor Moravskoslezského kraje 2020/2021
V soubojích 61. ročníku Přeboru Moravskoslezského kraje 2020/21 (jedna ze skupin 5. fotbalové ligy) se utkalo 16 týmů. Původně se mělo hrát každý s každým dvoukolovým systémem podzim–jaro a měl se hrát od soboty 8. srpna 2020 do června 2021. Vinou pandemie covidu-19 byl ročník zkrácen, odehrálo se jen neúplných 11 kol od srpna do října 2020. Zároveň se ze soutěží nepostupovalo, ani nesestupovalo.

## Změny týmů proti sezoně 2019/20
- Vinou zkráceného předchozího ročníku se ze soutěží nesetupovalo, ani nepostupovalo. Týmy v soutěži tedy zůstaly stejné.

## Konečná tabulka
| Poř. | Tým                     | Z  | V | R | P | VG | OG | B  |
| ---- | ----------------------- | -- | - | - | - | -- | -- | -- |
| 1.   | ŠSK Bílovec             | 11 | 9 | 2 | 0 | 35 | 8  | 29 |
| 2.   | TJ Břidličná            | 11 | 9 | 1 | 1 | 35 | 15 | 28 |
| 3.   | FK Krnov                | 10 | 9 | 1 | 0 | 25 | 9  | 28 |
| 4.   | SC Pustá Polom          | 10 | 7 | 1 | 2 | 30 | 13 | 22 |
| 5.   | TJ Unie Hlubina         | 11 | 7 | 0 | 4 | 27 | 19 | 21 |
| 6.   | Fotbal Fulnek           | 11 | 6 | 2 | 3 | 22 | 19 | 20 |
| 7.   | TJ Bystřice             | 11 | 5 | 1 | 5 | 22 | 17 | 16 |
| 8.   | TJ Petřvald na Moravě   | 10 | 4 | 3 | 3 | 16 | 12 | 15 |
| 9.   | SK Brušperk             | 10 | 5 | 0 | 5 | 18 | 16 | 15 |
| 10.  | TJ Dolní Datyně-Havířov | 11 | 5 | 0 | 6 | 20 | 26 | 15 |
| 11.  | TJ Háj ve Slezsku       | 11 | 3 | 0 | 8 | 15 | 29 | 9  |
| 12.  | TJ Sokol Kobeřice       | 11 | 2 | 2 | 7 | 12 | 25 | 8  |
| 13.  | TJ Lokomotiva Petrovice | 11 | 2 | 1 | 8 | 23 | 37 | 7  |
| 14.  | SK Moravan Oldřišov     | 10 | 1 | 2 | 7 | 12 | 25 | 5  |
| 15.  | FK Český Těšín          | 11 | 1 | 1 | 9 | 14 | 29 | 4  |
| 16.  | SK Beskyd Čeladná       | 10 | 1 | 1 | 8 | 9  | 36 | 4  |

|  | Postup do Divize F 2021/22                                          |
|  | Sestup do skupin I. A třídy Moravskoslezského kraje – sk. A 2021/22 |
|  | Sestup do skupin I. A třídy Moravskoslezského kraje – sk. B 2021/22 |